# سرگی ویته
سرگی ویته (انگلیسی: Sergei Witte; ۲۹ ژوئن ۱۸۴۹ – ۱۳ مارس ۱۹۱۵) سیاستمدار اهل امپراتوری روسیه بود.
وی از سال ۱۹۰۵ تا ۱۹۰۶ نخست‌وزیر روسیه، از سال ۱۹۰۳ تا ۱۹۰۵ رئیس کمیته وزیران روسیه، وزیر دارایی و وزیر ترابری امپراتوری روسیه بوده‌است.

## نگارخانه

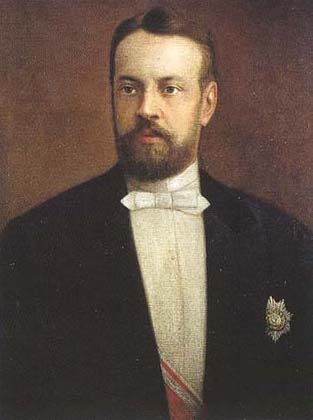
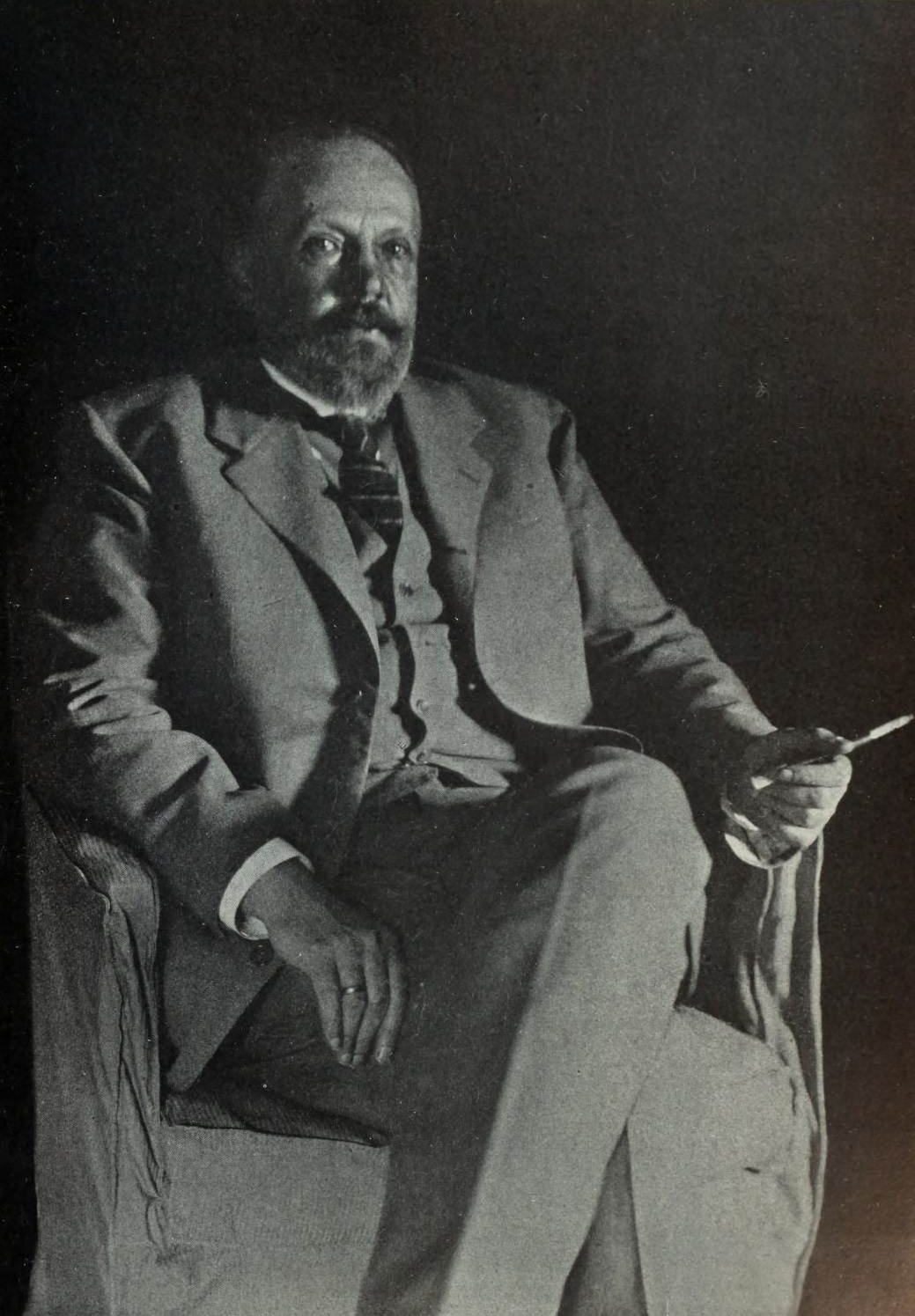
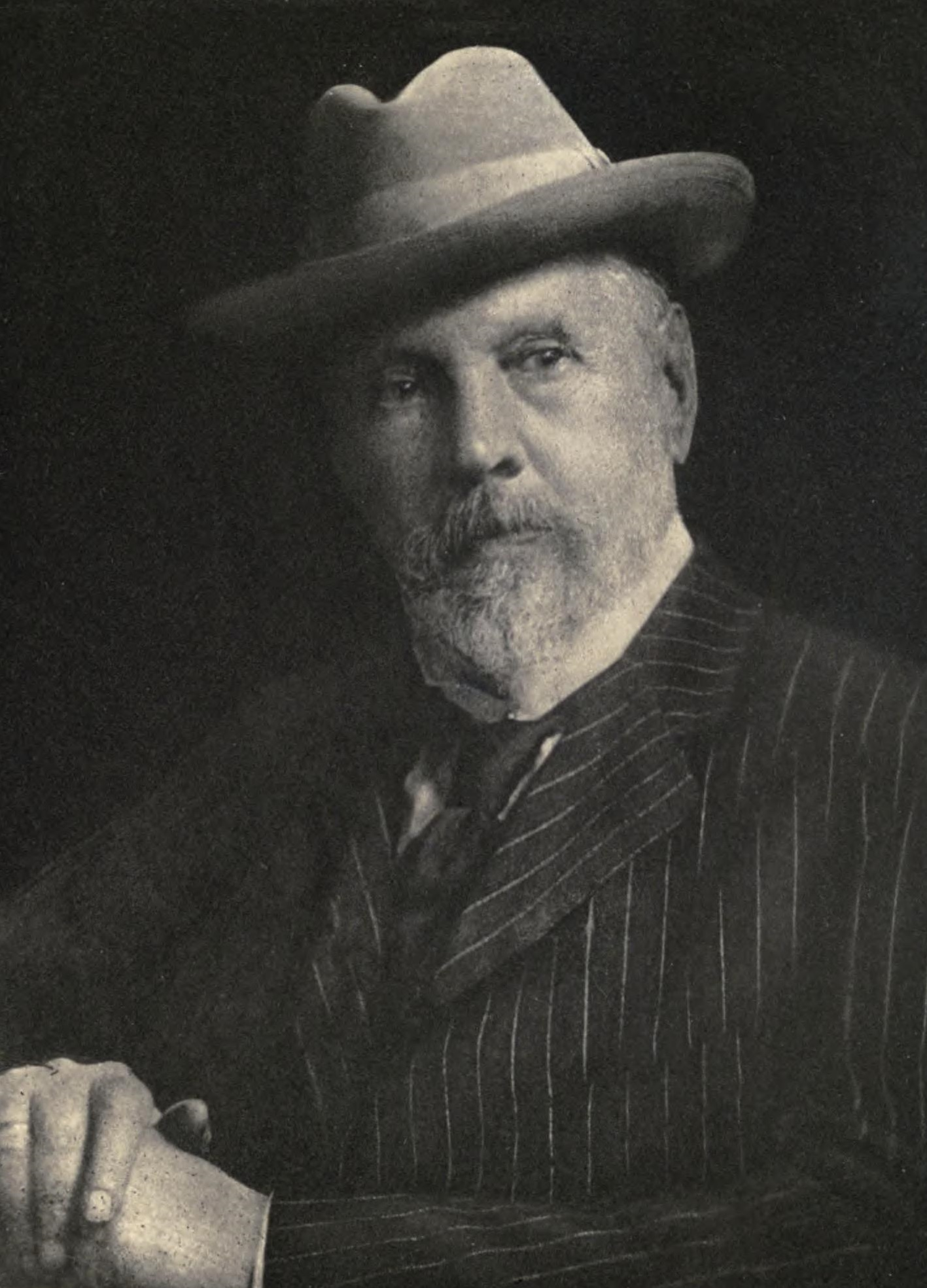
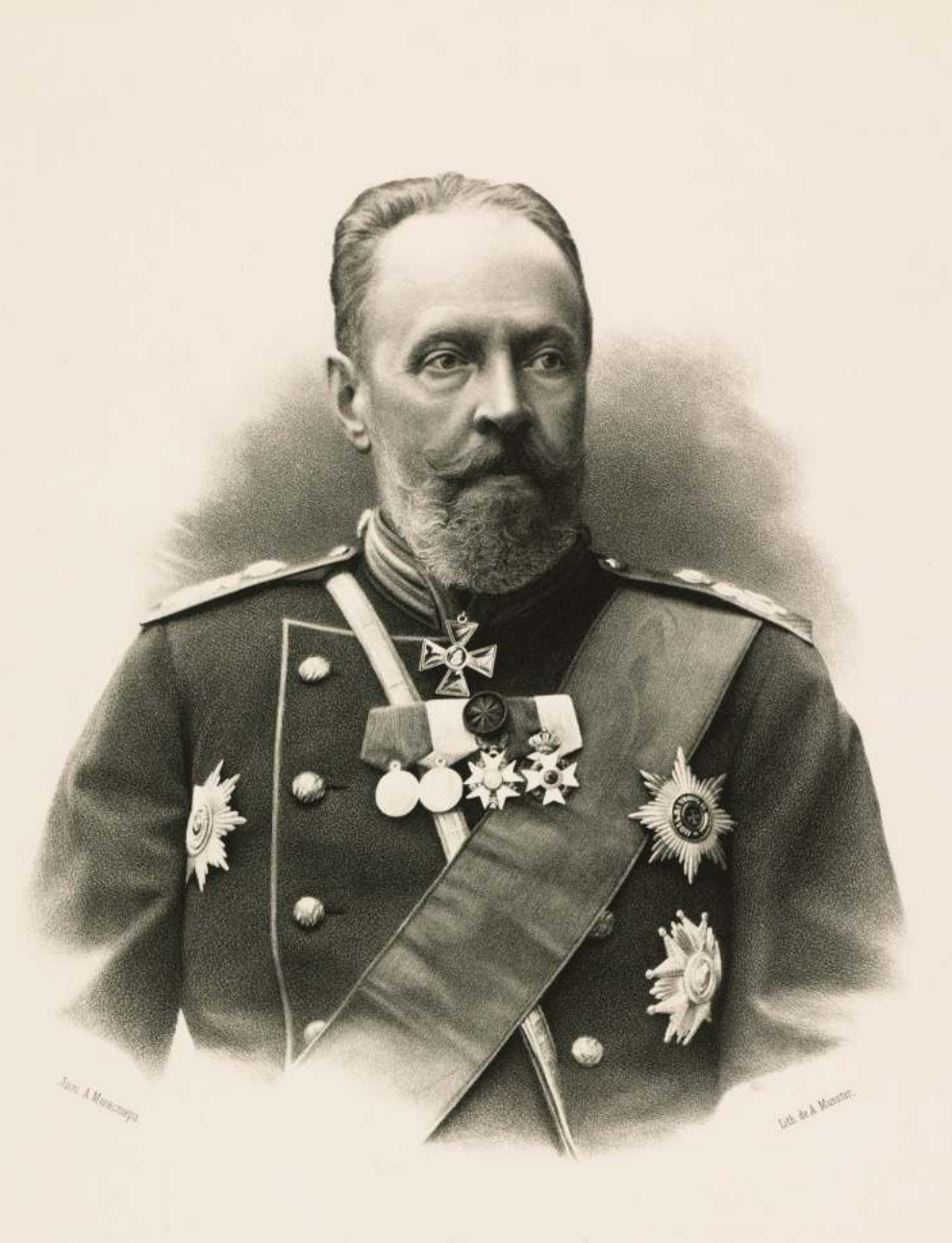